# Konrad Marciniak
Konrad Jan Marciniak (ur. 24 listopada 1982 w Warszawie) – polski specjalista prawa międzynarodowego, urzędnik, sędzia Międzynarodowego Trybunału Prawa Morza (od 2023).

## Życiorys
Konrad Marciniak ukończył w 2006 studia prawnicze na Uniwersytecie Kardynała Stefana Wyszyńskiego w Warszawie (UKSW). W 2014 tamże uzyskał doktorat w dziedzinie nauk prawnych w zakresie prawa morza na podstawie napisanej pod kierunkiem Cezarego Mika dysertacji Morskie zasoby genetyczne w prawie międzynarodowym.
Jego zainteresowania naukowo-zawodowe obejmują zagadnienia związane z prawem międzynarodowym, w szczególności: prawo morza, prawo ochrony środowiska oraz prawo traktatów.
W latach 2006–2016 był asystentem w Katedrze Prawa Międzynarodowego i Europejskiego Wydziału Prawa i Administracji UKSW. Prowadził zajęcia z prawa traktatów, prawa międzynarodowego publicznego, prawa Unii Europejskiej, instytucji UE, prawa organizacji międzynarodowych. Wykładał także na Collegium Civitas w Warszawie, Polskiej Akademii Dyplomatycznej oraz Krajowej Szkole Administracji Publicznej. Uzyskał uprawnienia radcy prawnego.
Od 2007 związany zawodowo także z Departamentem Prawno-Traktatowym Ministerstwa Spraw Zagranicznych, gdzie zajmował stanowiska ds. prawa morza i prawa ochrony środowiska (2007–2014), zastępcy dyrektora (2014–2019) oraz dyrektora Departamentu (2019–2023).
W czerwcu 2023 został wybrany przez Zgromadzenie Państw-Stron Konwencji Narodów Zjednoczonych o Prawie Morza (UNCLOS) na sędziego Międzynarodowego Trybunału Prawa Morza w Hamburgu. 9-letnią kadencję rozpoczął 1 października 2023.
Członek Europejskiego Stowarzyszenia Prawa Międzynarodowego (ESIL), Stowarzyszenia Prawa Międzynarodowego (ILA) oraz Komisji Prawa Morskiego PAN.
Posługuje się angielskim i niemieckim oraz podstawami francuskiego i włoskiego.
W 2019 „za zasługi w służbie zagranicznej i działalności dyplomatycznej” został odznaczony Brązowym Krzyżem Zasługi.

## Publikacje książkowe
- Morskie zasoby genetyczne w prawie międzynarodowym, Warszawa : C.H. Beck, 2016, ISBN 978-83-255-8844-1.